# Восточний (Брединський район)
Восточний (рос. Восточный) — селище у Брединському районі Челябінської області Російської Федерації.
Входить до складу муніципального утворення Павловське сільське поселення. Населення становить 315 осіб (2015).

## Історія
Населений пункт належав до Оренбурзької губернії. Від 4 листопада 1929 року належить до Брединського району Челябінської області.
Згідно із законом від 13 вересня 2004 року органом місцевого самоврядування є Павловське сільське поселення.

## Населення
| 2002 | 2010 | 2015 |
| ---- | ---- | ---- |
| 332  | ↘227 | ↗315 |